# Die Frauen von Stepford
Die Frauen von Stepford ist ein 1972 erschienener Roman des amerikanischen Science-Fiction und Horrorautoren Ira Levin (1929–2007), der mehrfach verfilmt wurde.
Die Protagonistin Joanne Eberhart zieht mit ihrem Mann Walter und zwei Kindern von New York in die fiktive Stadt Stepford, Connecticut. Dort lebt eine Gruppe von Männern mit auffällig unterwürfigen Frauen. Die Dystopie schildert, wie in Stepford Männer ihre modernen, emanzipierten Frauen durch exakt gleich aussehende unterwürfige Androiden ersetzen. Als Joanne auch diesem Schicksal entgegenzugehen droht, erkennt sie, dass irgendetwas in Stepford nicht stimmt, und versucht das Geheimnis zu erkunden.

## Handlung
Stepford hat eine eigene Empfangsdame, die neu Zugezogene wie Joanna und Walter Eberhart und ihren Kindern Peter und Kim, sofort nach ihrer Ankunft voller Enthusiasmus mit den Worten begrüßt: „Hier wird es Ihnen gefallen! Eine reizende Stadt mit reizenden Menschen! Sie hätten nicht besser wählen können.“
Saubere Straßen, gepflegte Einfamilienhäuser, eine Schule mit gutem Ruf für Peter und ein Kindergartenplatz für Kim, es scheint an nichts zu fehlen. Johanna wird als „moderne“, emanzipierte Frau geschildert, die sich der Fotografie widmet. Ihr Mann Walter ist ebenso emanzipiert, hilft sogar im Haushalt. Die beiden teilen sich abwechselnd den Spüldienst.  Doch schon recht bald erscheinen Joanna einige Dinge äußerst seltsam, denn ihre Nachbarinnen sind nicht nur perfekte Hausfrauen und sehen überraschend gut aus, sie scheinen auch weder eigene Interessen noch eigene Bedürfnisse zu haben. Tipptopp gestylt entsorgt ihre neue Nachbarin, Carol Van Sant, den Hausmüll und lehnt einen abendlichen Drink mit Joanna mit der Begründung ab, sie würde lieber noch in Ruhe die Böden putzen und bohnern, wenn die Kinder im Bett sind. Die Männer treffen sich dagegen fast täglich im Männerklub, der auch Walter schon bald aufnimmt. Frauen sind weder auf dem imposanten Anwesen noch bei den Treffen des Männerclubs erwünscht.
Joanna wundert sich schon bald über das Ausmaß, in dem ihre Nachbarn sich dem Hausputz hingeben, offenbar ohne sich selbst je etwas Auszeit oder Abwechslung zu gönnen. Als Joanna fragt, ob nicht jemand Lust hätte, einen Frauenclub zu gründen, winken alle nur müde ab. Walter kommt jetzt immer häufiger erst spät nachts von den Treffen im Männerclub zurück. Der Club-Vorsitzende, Dale Coba, hatte ihn persönlich gebeten, dort regelmäßiger zu erscheinen als in den ersten Wochen.
Zum Glück lernt Joanna Bobbie Markowe kennen, die ebenfalls neu in der Stadt ist. Gleich beim ersten Treffen lobt Bobbie Joannas unaufgeräumte Küche, die allerdings nicht ganz mit ihrer mithalten könne, wie sie hinzufügt.
Gemeinsam verbringen die beiden auch Zeit mit der, ebenfalls neu zugezogenen, tennisbegeisterten Charmaine Wimperis, die – wie Bobbie und Joanna auch – nicht dem Ideal der fleißigen Hausfrau entspricht.
Doch mit Entsetzen muss Joanna feststellen, dass sich erst Charmaine und später auch Bobbie – vier Monate, nachdem sie nach Stepford gezogen sind – von einem Tag auf den anderen von Grund auf verändern und es plötzlich auch nur noch ihrer Familie recht machen wollen, anscheinend ohne eigene Interessen beizubehalten. Als sie daraufhin ihren Mann bittet, gemeinsam die Stadt zu verlassen, spielt dieser zunächst auf Zeit, denn auch Walter hat sich mit der Zeit verändert. Aber als Joanna den Ursachen endlich auf die Spur kommt, scheint es bereits zu spät zu sein. Als Joanna in der örtlichen Bibliothek recherchiert, kann sie eins und eins zusammen zählen: Offensichtlich werden in der örtlichen Computer-Firma androide Duplikate der Frauen hergestellt, während die echten Frauen umgebracht und in einer daneben gebauten Verbrennungsanlage eingeäschert werden. Als Joanna ihren Mann mit ihrer Recherche konfrontiert, ist dieser schon Teil des Plans der Männer; erst sperrt er Joanna ein und verfolgt sie mit seinen Mittätern, als sie zu fliehen versucht. Von den Männern gefangen genommen, willigt sie ein, dass die Männer sie vom Gegenteil ihrer Vermutungen überzeugen, indem sich ihre ehemalige Freundin Bobbie in den Finger schneidet. Wenn Blut fließt, dann glaubt sie, dass sie sich alles nur eingebildet hat. Unter diesem Vorwand locken die Männer Joanna ins Haus, wo sie offensichtlich von der Androiden-Joanna mit einem Nylonstrumpf erdrosselt wird. In der Schlussszene sieht man sie durch eben diesen Androiden ersetzt, der einer ihrer neuen Freundinnen, einer jüngst hinzugezogenen schwarzen Frau, begegnet. Sie ist also ebenfalls Opfer der großangelegten Intrige der Männer geworden. Der Roman endet somit dystopisch.

## Die Rolle der Frau in Stepford

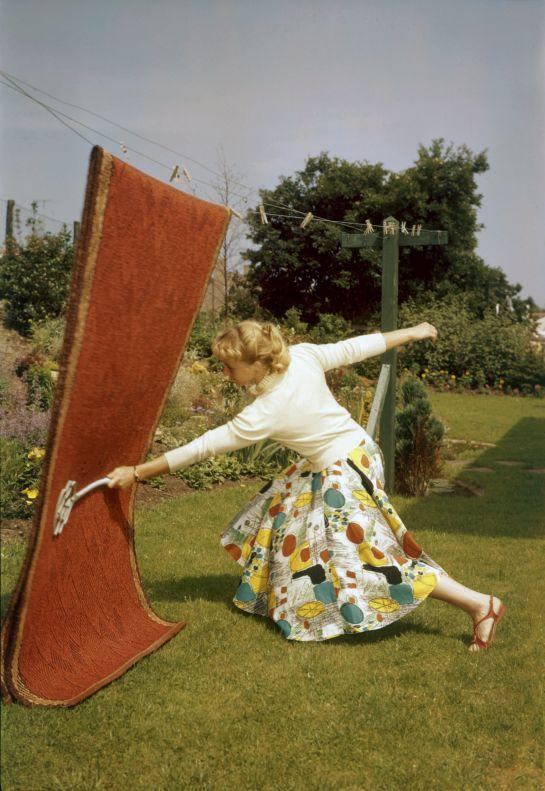
Die ideale Frau aus Stepford scheint dieser niederländischen Hausfrau um 1960 nicht unähnlich zu sein

Die Frauen von Stepford erscheinen aus Sicht ihrer Ehemänner perfekt; sie sehen immer gut aus, sind immer gut gelaunt und bemühen sich stets, ihren Männern zu gefallen und alles recht zu machen. Dieser Effekt tritt allerdings erst ein, wenn sie bereits eine Weile dort gelebt haben. Neu Zugezogenen sind die Superhausfrauen unheimlich. Joanna sowie ihre Freundinnen Bobbie und Charmaine versuchen den Anwesenden zu vermitteln, dass es in Ordnung ist, nicht perfekt zu sein. Das deutsche Wort „Hausfrau“ wird als Lehnwort genutzt, um zu illustrieren, dass die Anwesenden keine Interessen außer ihren Pflichten zu haben scheinen: “Damn it”, Bobby said. “We ought to try at least. Let’s talk to these hausfraus; there must be some of them who resent the situation a little.” (dt. „Verdammt“, sagte Bobbie. „Wir müssen es zumindest probieren. Lass uns mit diesen Über-Hausfrauen reden, es muss doch wenigstens einige geben, denen die Situation zumindest etwas zuwider ist.“)
Die Verwendung von „Hausfrau“ hat nicht nur die Bedeutung „German housewife“ (Deutsche Hausfrau), sondern die zusätzliche, informelle Bedeutung: „A woman regarded as overly domesticated“; d. h. eine Frau, die ihre Tätigkeiten im und rund um das Haus zu ernst nimmt und sie mit Übereifer erfüllt.
Derart harte Geschütze benötigt Ira Levin nicht, bei ihm ist alles subtil; die Bemerkung von Joannas Mutter, ihre Tochter solle sich ein Beispiel an der stets gut gelaunten und effizienten Nachbarin Carol Van Sant nehmen.
Frauen, die länger in Stepford leben, scheinen nach einer gewissen Zeit zu einer (aus Sicht ihrer Männer) idealen Ehefrau zu mutieren, wie sie 1955 im „Handbuch für die gute Ehefrau“ beschrieben wurde; der Ehemann soll verwöhnt werden, wenn er von seinem anstrengenden Job kommt. Ein warmes Essen oder ein Willkommensgetränk zum Einstieg sind bereitzuhalten. Kinder sollten bereits versorgt und ihre Spuren (Spielzeug inklusive) beseitigt sein, um das Zuhause zum „trauten Heim“ zu machen.

## Rezensionen
- Ira Levin spielt mit den Gedankengängen seiner Leser und so lässt er bekanntlich in diesem Klassiker das Ende offen und damit den Leser mit seinen eigenen Schlussfolgerungen zurück. Mögen diesen seine Gedanken noch eine Weile mit der Story befassen. Einige Leser werden die Story als „Unfug“ abtun, als reines machohaftes „Wunschdenken“ mit Zielrichtung auf eine bevorzugt männliche Leserschaft. Andererseits zeichnen sich Horrorromane bekanntlich  dadurch aus, dass sie mit irrationalen Inhalten aufwarten, wie in Ira Levins wichtigstem Buch „Rosemaries Baby“. Eigentlich ist es nicht möglich, aber was, wenn nun doch??  Dieses ebenso kurzweilige und kurze Lesevergnügen sollte man sich meines Erachtens nicht entgehen lassen, und sei es letztlich nur, um danach einmal mehr beurteilen zu können, was Hollywood aus solchen Büchern machen, besser gesagt, nicht machen kann.[1]

- The Stepford Wives erzählt eine Geschichte der unterschwelligen Bedrohung mit einer Prise Humor, die den Roman noch schrecklicher macht.[6]

- Auf dem englischsprachigen Blog NYX Book Reviews heißt es, das Buch sei subtiler als die Verfilmung von 2004 und daher unheimlicher. Die Spannung baut sich kontinuierlich auf, wobei die Handlung oft eng den Aktionen der Hauptperson Joanna folgt. Obwohl das Buch vor über 40 Jahren geschrieben wurde, hat die Hauptaussage kein bisschen an Kraft verloren. Sehr empfehlenswert für Menschen, die etwas über den schlimmsten Alptraum der Feministinnen lesen möchten.[7]

## Zusätzliche Informationen
- Die deutsche Ausgabe wurde von Keto von Waberer übersetzt und erschien 1977 unter dem Titel Die Roboterfrauen im Heyne Verlag.
- Vor der zweiten Verfilmung 2004 war die deutschsprachige Ausgabe Die Frauen von Stepford lange Zeit vergriffen. Erst durch den Film kam es zur Neuauflage.[8]
- Der Begriff „Stepford-Frau“ (Stepford wife) wurde im englischsprachigen Raum zum Synonym für die perfekte, immer gut gelaunte, unterwürfige und gefügige Hausfrau.
- Der dystopische Science-Fiction-Roman ist so beliebt, dass eine vereinfachte, gekürzte Ausgabe für den Englischunterricht erhältlich ist.[6]
- Die amerikanische Feministin Betty Friedan, die die Meinung vertrat, Frauen und Männer müssten die Emanzipation einvernehmlich und gemeinsam umsetzen, hat in Ira Levins Roman einen Gastauftritt in Stepford.[8]

## Verfilmungen
Die erste Verfilmung als Thrillersatire entstand 1975 unter der Regie von Bryan Forbes mit Katharine Ross in der Hauptrolle, siehe Die Frauen von Stepford (1975). Cinema schrieb in der Rezension: Joanna (Katharine Ross) und ihr Mann Walter (Peter Masterson) ziehen aus dem lärmenden New York ins Provinzkaff Stepford. Während Walter bald im „Männerclub“ Anschluss findet, wundert sich Joanna über die Frauen im Ort: Sie sind allesamt angepasste Heimchen am Herd. Was ist hier los? Bissige Story nach Ira Levin („Rosemaries Baby“), 2004 lauwarm neu verfilmt mit Nicole Kidman.
Frank Oz’ Version von Die Frauen von Stepford mit Nicole Kidman entstand 2004, wobei oft kritisiert wurde, diese Verfilmung könne der Romanvorlage nicht das Wasser reichen. So schrieb Filmstarts beispielsweise anlässlich des Remakes: „Im Jahre 1975 erschien in den USA die Verfilmung ‚The Stepford Wives‘ nach dem gleichnamigen Roman von Ira Levin. Der Horror/Science-Fiction-Thriller, in welchem die Männer einer kleinen Gemeinde ihre Ehefrauen gegen willenlose Androiden austauschen, erschütterte das Land und ließ eine Roboterparanoia ausbrechen. Fast 30 Jahre später nahm sich Regisseur Frank Oz dem Thema[sic!] an und produzierte ein Remake mit Starbesetzung, das nur noch den Titel und die Grundidee des eindringlichen und schockierenden Originals übernehmen sollte. Bei ‚Die Frauen von Stepford‘ handelt es sich im Jahr 2004 um eine harmlose Komödie mit Science-Fiction- und Thriller-Versatzstücken, doch der ungewöhnliche Genremix vermag leider nicht zu überzeugen, geschweige denn zu fesseln oder zu überraschen.“
Auch die 2012 entstandene deutsche Fernsehfilmadaption als Horrorsatire „Sechzehneichen“ mit Heike Makatsch basiert auf Ira Levins literarischer Vorlage.
Eine Fortsetzung der Verfilmung von 1974/1975 stellt der Fernsehfilm Terror in New York (Originaltitel: The Revenge of the Stepford Wives) dar, der 1980 unter der Regie von Robert Fuest veröffentlicht wurde. Darin kommt die New Yorker Journalist Kaye nach Stepford und versucht herausfinden, warum es sich bei diesem Ort um den mit der geringsten Kriminalitäts- und Scheidungsrate der USA handelt.